# ヴィクトル・デザルツェンス
ヴィクトル・デザルツェンス（Victor Desarzens, 1908年10月27日 - 1986年2月13日）は、スイスの指揮者。

## 経歴
1908年、シャトー＝デ生まれ。ローザンヌでアンリ・ガニュバンらに師事した後、さらにジョルジュ・エネスコにヴァイオリンを師事した。
スイス・ロマンド管弦楽団にヴァイオリン奏者として入団したが、室内楽コンサートや独奏者としての活動を活発化させ、オーケストラを退団した。1940年にローザンヌ室内管弦楽団を創設し、1973年までこのオーケストラを指導した。1950年には、ヘルマン・シェルヘンの後を継いでヴィンタートゥーア・ムジークコレギウムの指揮者となった。
1968年には、それまでの功績を讃えられ、ローザンヌ大学から名誉博士号が贈られた。1986年、ローザンヌで死去。